# Interlands Ghanees voetbalelftal 2020-2029
Deze pagina toont een chronologisch en gedetailleerd overzicht van de interlands die het Ghanees voetbalelftal speelt en heeft gespeeld in de periode 2020 – 2029.

## Interlands

### 2020
|                                                                  |                                                        |       |       |                                                                                   |
| 9 oktober Vriendschappelijk «onderlinge duels» 20:00 uur (UTC+3) | Mali                                                   | 3 – 0 | Ghana | Emirhan Sportcentrum, Side Toeschouwers: 0 Scheidsrechter: Halil Umut Meler (TUR) |
| 9 oktober Vriendschappelijk «onderlinge duels» 20:00 uur (UTC+3) | Hamari Traoré 3' El Bilal Touré 49' Amadou Haidara 75' |       |       | Emirhan Sportcentrum, Side Toeschouwers: 0 Scheidsrechter: Halil Umut Meler (TUR) |

|                                                                   |                                                                                 |       |                |                                                                               |
| 12 oktober Vriendschappelijk «onderlinge duels» 18:30 uur (UTC+3) | Ghana                                                                           | 5 – 1 | Qatar          | Sportcomplex Mardan, Aksu Toeschouwers: 0 Scheidsrechter: Hüseyin Göçek (TUR) |
| 12 oktober Vriendschappelijk «onderlinge duels» 18:30 uur (UTC+3) | Tariqe Fosu 22' André Ayew 63' Samuel Owusu 65' André Ayew 83' Caleb Ekuban 87' |       | 44' Almoez Ali | Sportcomplex Mardan, Aksu Toeschouwers: 0 Scheidsrechter: Hüseyin Göçek (TUR) |

|                                                                             |                               |       |        |                                                                                           |
| 13 november AK 2021 kwalificatie Groep C «onderlinge duels» 16:00 uur (UTC) | Ghana                         | 2 – 0 | Soedan | Cape Coast Sportstadion, Cape Coast Toeschouwers: 0 Scheidsrechter: Maguette Ndiaye (SEN) |
| 13 november AK 2021 kwalificatie Groep C «onderlinge duels» 16:00 uur (UTC) | André Ayew 19' André Ayew 81' |       |        | Cape Coast Sportstadion, Cape Coast Toeschouwers: 0 Scheidsrechter: Maguette Ndiaye (SEN) |

|                                                                               |                           |       |       |                                                                              |
| 17 november AK 2021 kwalificatie Groep C «onderlinge duels» 15:00 uur (UTC+2) | Soedan                    | 1 – 0 | Ghana | Al-Hilalstadion, Omdurman Toeschouwers: 0 Scheidsrechter: Joshua Bondo (BOT) |
| 17 november AK 2021 kwalificatie Groep C «onderlinge duels» 15:00 uur (UTC+2) | Mohamed Abdelrahman 90+2' |       |       | Al-Hilalstadion, Omdurman Toeschouwers: 0 Scheidsrechter: Joshua Bondo (BOT) |

### 2021
|                                                                            |               |       |                    |                                                                       |
| 25 maart AK 2021 kwalificatie Groep C «onderlinge duels» 18:00 uur (UTC+2) | Zuid-Afrika   | 1 – 1 | Ghana              | FNB Stadium, Johannesburg Scheidsrechter: Bamlak Tessema Weyesa (ETH) |
| 25 maart AK 2021 kwalificatie Groep C «onderlinge duels» 18:00 uur (UTC+2) | Percy Tau 51' |       | 49' Mohammed Kudus | FNB Stadium, Johannesburg Scheidsrechter: Bamlak Tessema Weyesa (ETH) |

|                                                                          |                                                          |       |                      |                                                                                 |
| 28 maart AK 2021 kwalificatie Groep C «onderlinge duels» 16:00 uur (UTC) | Ghana                                                    | 3 – 1 | Sao Tomé en Principe | Cape Coast Sportstadion, Cape Coast Scheidsrechter: Souleiman Ahmed Djama (DJI) |
| 28 maart AK 2021 kwalificatie Groep C «onderlinge duels» 16:00 uur (UTC) | Nicholas Opoku 12' André Ayew 31' (pen.) Baba Rahman 60' |       | 83' Iniesta          | Cape Coast Sportstadion, Cape Coast Scheidsrechter: Souleiman Ahmed Djama (DJI) |

|                                                               |                    |       |       |                                                                   |
| 8 juni Vriendschappelijk «onderlinge duels» 21:00 uur (UTC+1) | Marokko            | 1 – 0 | Ghana | Stade Moulay Abdallah, Rabat Scheidsrechter: Adalbert Diouf (SEN) |
| 8 juni Vriendschappelijk «onderlinge duels» 21:00 uur (UTC+1) | Jawad El Yamiq 69' |       |       | Stade Moulay Abdallah, Rabat Scheidsrechter: Adalbert Diouf (SEN) |

|                                                              |       |       |           |                                                                        |
| 12 juni Vriendschappelijk «onderlinge duels» 17:00 uur (UTC) | Ghana | 0 – 0 | Ivoorkust | Cape Coast Sportstadion, Cape Coast Scheidsrechter: Daouda Guèye (SEN) |
| 12 juni Vriendschappelijk «onderlinge duels» 17:00 uur (UTC) |       |       |           | Cape Coast Sportstadion, Cape Coast Scheidsrechter: Daouda Guèye (SEN) |

|                                                                             |                    |       |          |                                                                                              |
| 3 september WK 2022 kwalificatie Groep G «onderlinge duels» 19:00 uur (UTC) | Ghana              | 1 – 0 | Ethiopië | Cape Coast Sportstadion, Cape Coast Toeschouwers: 2.250 Scheidsrechter: Redouane Jiyed (MAR) |
| 3 september WK 2022 kwalificatie Groep G «onderlinge duels» 19:00 uur (UTC) | Mubarak Wakaso 35' |       |          | Cape Coast Sportstadion, Cape Coast Toeschouwers: 2.250 Scheidsrechter: Redouane Jiyed (MAR) |

|                                                                               |                          |       |       |                                                                                         |
| 6 september WK 2022 kwalificatie Groep G «onderlinge duels» 18:00 uur (UTC+2) | Zuid-Afrika              | 1 – 0 | Ghana | FNB Stadium, Johannesburg Toeschouwers: 0 Scheidsrechter: Derrick Kasokota Kafuli (ZAM) |
| 6 september WK 2022 kwalificatie Groep G «onderlinge duels» 18:00 uur (UTC+2) | Bongokuhle Hlongwane 83' |       |       | FNB Stadium, Johannesburg Toeschouwers: 0 Scheidsrechter: Derrick Kasokota Kafuli (ZAM) |

|                                                                           |                                                    |       |                             |                                                                        |
| 9 oktober WK 2022 kwalificatie Groep G «onderlinge duels» 16:00 uur (UTC) | Ghana                                              | 3 – 1 | Zimbabwe                    | Cape Coast Sportstadion, Cape Coast Scheidsrechter: Pierre Atcho (GAB) |
| 9 oktober WK 2022 kwalificatie Groep G «onderlinge duels» 16:00 uur (UTC) | Mohammed Kudus 5' Thomas Partey 66' André Ayew 87' |       | 49' (pen.) Knowledge Musona | Cape Coast Sportstadion, Cape Coast Scheidsrechter: Pierre Atcho (GAB) |

|                                                                              |          |                   |       |                                                                                 |
| 12 oktober WK 2022 kwalificatie Groep G «onderlinge duels» 15:00 uur (UTC+2) | Zimbabwe | 0 – 1             | Ghana | National Sports Stadium, Harare Toeschouwers: 0 Scheidsrechter: Amin Omar (EGY) |
| 12 oktober WK 2022 kwalificatie Groep G «onderlinge duels» 15:00 uur (UTC+2) |          | 31' Thomas Partey |       | National Sports Stadium, Harare Toeschouwers: 0 Scheidsrechter: Amin Omar (EGY) |

|                                                                               |                    |       |                |                                                                                              |
| 11 november WK 2022 kwalificatie Groep G «onderlinge duels» 15:00 uur (UTC+2) | Ethiopië           | 1 – 1 | Ghana          | Orlandostadion, Johannesburg (Zuid-Afrika) Toeschouwers: 0 Scheidsrechter: Blaise Ngwa (CMR) |
| 11 november WK 2022 kwalificatie Groep G «onderlinge duels» 15:00 uur (UTC+2) | Getaneh Kebede 72' |       | 22' André Ayew | Orlandostadion, Johannesburg (Zuid-Afrika) Toeschouwers: 0 Scheidsrechter: Blaise Ngwa (CMR) |

|                                                                             |                |       |             |                                                                                               |
| 14 november WK 2022 kwalificatie Groep G «onderlinge duels» 21:00 uur (UTC) | Ghana          | 1 – 0 | Zuid-Afrika | Cape Coast Sportstadion, Cape Coast Toeschouwers: 5.000 Scheidsrechter: Maguette Ndiaye (SEN) |
| 14 november WK 2022 kwalificatie Groep G «onderlinge duels» 21:00 uur (UTC) | André Ayew 33' |       |             | Cape Coast Sportstadion, Cape Coast Toeschouwers: 5.000 Scheidsrechter: Maguette Ndiaye (SEN) |

### 2022
|                                                                  |                                                            |       |       |                                                                                              |
| 5 januari Vriendschappelijk «onderlinge duels» 19:00 uur (UTC+3) | Algerije                                                   | 3 – 0 | Ghana | Education Citystadion, Ar Rayyan Toeschouwers: 1.045 Scheidsrechter: Saoud Ali Al-Adba (QAT) |
| 5 januari Vriendschappelijk «onderlinge duels» 19:00 uur (UTC+3) | Adam Ounas 8' Jonathan Mensah 74' (e.d.) Islam Slimani 79' |       |       | Education Citystadion, Ar Rayyan Toeschouwers: 1.045 Scheidsrechter: Saoud Ali Al-Adba (QAT) |

| Afrikaans kampioenschap voetbal 2021 |
| ------------------------------------ |

|                                                                    |                    |       |       | |
| 10 januari Afrika Cup Groep C «onderlinge duels» 17:00 uur (UTC+1) | Marokko            | 1 – 0 | Ghana | Ahmadou Ahidjostadion, Yaoundé Toeschouwers: 29.610 Scheidsrechter: Joshua Bondo (BOT) Video-assistent: Haythem Guirat (TUN) |
| 10 januari Afrika Cup Groep C «onderlinge duels» 17:00 uur (UTC+1) | Sofiane Boufal 83' |       |       | Ahmadou Ahidjostadion, Yaoundé Toeschouwers: 29.610 Scheidsrechter: Joshua Bondo (BOT) Video-assistent: Haythem Guirat (TUN) |

|                                                                    |                   |       |                | |
| 14 januari Afrika Cup Groep C «onderlinge duels» 20:00 uur (UTC+1) | Gabon             | 1 – 1 | Ghana          | Ahmadou Ahidjostadion, Yaoundé Toeschouwers: 31.367 Scheidsrechter: Lahlou Benbraham (ALG) Video-assistent: Mehdi Abid Charef (ALG) |
| 14 januari Afrika Cup Groep C «onderlinge duels» 20:00 uur (UTC+1) | Jim Allevinah 88' |       | 18' André Ayew | Ahmadou Ahidjostadion, Yaoundé Toeschouwers: 31.367 Scheidsrechter: Lahlou Benbraham (ALG) Video-assistent: Mehdi Abid Charef (ALG) |

|                                                                    |                                         |       |                                                            | |
| 18 januari Afrika Cup Groep C «onderlinge duels» 20:00 uur (UTC+1) | Ghana                                   | 2 – 3 | Comoren                                                    | Roumdé Adjiastadion, Garoua Toeschouwers: 8.345 Scheidsrechter: Boubou Traore (MLI) Video-assistent: Mustapha Ghorbal (ALG) |
| 18 januari Afrika Cup Groep C «onderlinge duels» 20:00 uur (UTC+1) | Richmond Boakye 64' Alexander Djiku 77' |       | 4' El Fardou Ben Nabouhane 61' Ahmed Mogni 85' Ahmed Mogni | Roumdé Adjiastadion, Garoua Toeschouwers: 8.345 Scheidsrechter: Boubou Traore (MLI) Video-assistent: Mustapha Ghorbal (ALG) |

|  |  |  |  |  |  |  |  |  |

|                                                                           |       |       |         | |
| 25 maart WK 2022 kwalificatie Play-off «onderlinge duels» 19:30 uur (UTC) | Ghana | 0 – 0 | Nigeria | Baba Yarastadion, Kumasi Toeschouwers: 40.000 Scheidsrechter: Redouane Jiyed (MAR) Video-assistent: Kevin Blom (NED) |
| 25 maart WK 2022 kwalificatie Play-off «onderlinge duels» 19:30 uur (UTC) |       |       |         | Baba Yarastadion, Kumasi Toeschouwers: 40.000 Scheidsrechter: Redouane Jiyed (MAR) Video-assistent: Kevin Blom (NED) |

|                                                                             |                                 |       |                   | |
| 29 maart WK 2022 kwalificatie Play-off «onderlinge duels» 18:00 uur (UTC+1) | Nigeria                         | 1 – 1 | Ghana             | Abujastadion, Abuja Toeschouwers: 60.000 Scheidsrechter: Sadok Selmi (TUN) Video-assistent: Jérôme Brisard (FRA) |
| 29 maart WK 2022 kwalificatie Play-off «onderlinge duels» 18:00 uur (UTC+1) | William Troost-Ekong 22' (pen.) |       | 10' Thomas Partey | Abujastadion, Abuja Toeschouwers: 60.000 Scheidsrechter: Sadok Selmi (TUN) Video-assistent: Jérôme Brisard (FRA) |

|                                                                        |                                                          |       |            |                                                                           |
| 1 juni AK 2023 kwalificatie Groep E «onderlinge duels» 19:00 uur (UTC) | Ghana                                                    | 3 – 0 | Madagaskar | Cape Coast Sportstadion, Cape Coast Scheidsrechter: Mahamadou Kéïta (MLI) |
| 1 juni AK 2023 kwalificatie Groep E «onderlinge duels» 19:00 uur (UTC) | Mohammed Kudus 53' Felix Afena-Gyan 56' Osman Bukari 86' |       |            | Cape Coast Sportstadion, Cape Coast Scheidsrechter: Mahamadou Kéïta (MLI) |

|                                                                          |                    |       |                    |                                                                            |
| 5 juni AK 2023 kwalificatie Groep E «onderlinge duels» 14:00 uur (UTC+1) | Centr.-Afrik. Rep. | 1 – 1 | Ghana              | Estádio 11 de Novembro, Luanda (Angola) Scheidsrechter: Pierre Atcho (GAB) |
| 5 juni AK 2023 kwalificatie Groep E «onderlinge duels» 14:00 uur (UTC+1) | Karl Namnganda 41' |       | 17' Mohammed Kudus | Estádio 11 de Novembro, Luanda (Angola) Scheidsrechter: Pierre Atcho (GAB) |

|                                                                                 |                                                                       |       |                 | |
| 10 juni Vriendschappelijk Kirin Cup Soccer «onderlinge duels» 18:55 uur (UTC+9) | Japan                                                                 | 4 – 1 | Ghana           | Noevir Stadium Kobe, Kobe Toeschouwers: 25.100 Scheidsrechter: Kurt Ams (AUS) Video-assistent: Ahmed Eisa Mohamed (VAE) |
| 10 juni Vriendschappelijk Kirin Cup Soccer «onderlinge duels» 18:55 uur (UTC+9) | Miki Yamane 29' Kaoru Mitoma 45+1' Takefusa Kubo 73' Daizen Maeda 82' |       | 43' Jordan Ayew | Noevir Stadium Kobe, Kobe Toeschouwers: 25.100 Scheidsrechter: Kurt Ams (AUS) Video-assistent: Ahmed Eisa Mohamed (VAE) |

|                                                                                 |                                                        |       |                                                  | |
| 14 juni Vriendschappelijk Kirin Cup Soccer «onderlinge duels» 15:15 uur (UTC+9) | Chili                                                  | 0 – 0 | Ghana                                            | Gemeentelijk stadion Suita, Suita Toeschouwers: 6.185 Scheidsrechter: Hiroki Kasahara (JPN) Video-assistent: Ryo Tanimoto (JPN) |
| 14 juni Vriendschappelijk Kirin Cup Soccer «onderlinge duels» 15:15 uur (UTC+9) |                                                        |       |                                                  | Gemeentelijk stadion Suita, Suita Toeschouwers: 6.185 Scheidsrechter: Hiroki Kasahara (JPN) Video-assistent: Ryo Tanimoto (JPN) |
| 14 juni Vriendschappelijk Kirin Cup Soccer «onderlinge duels» 15:15 uur (UTC+9) | Strafschoppen                                          |       |                                                  | Gemeentelijk stadion Suita, Suita Toeschouwers: 6.185 Scheidsrechter: Hiroki Kasahara (JPN) Video-assistent: Ryo Tanimoto (JPN) |
| 14 juni Vriendschappelijk Kirin Cup Soccer «onderlinge duels» 15:15 uur (UTC+9) | Ronnie Fernández Tomás Alarcón Ben Brereton Gary Medel | 1 – 3 | Jordan Ayew Mohammed Kudus Abdul Fatawu Issahaku | Gemeentelijk stadion Suita, Suita Toeschouwers: 6.185 Scheidsrechter: Hiroki Kasahara (JPN) Video-assistent: Ryo Tanimoto (JPN) |

|                                                                     |                                               |       |       |                                                                                 |
| 23 september Vriendschappelijk «onderlinge duels» 20:30 uur (UTC+2) | Brazilië                                      | 3 – 0 | Ghana | Stade Océane, Le Havre Toeschouwers: 24.114 Scheidsrechter: Mikael Lesage (FRA) |
| 23 september Vriendschappelijk «onderlinge duels» 20:30 uur (UTC+2) | Marquinhos 9' Richarlison 28' Richarlison 40' |       |       | Stade Océane, Le Havre Toeschouwers: 24.114 Scheidsrechter: Mikael Lesage (FRA) |

|                                                                     |           |                           |       |                                                                                             |
| 27 september Vriendschappelijk «onderlinge duels» 20:00 uur (UTC+2) | Nicaragua | 0 – 1                     | Ghana | Estadio Francisco Artés Carrasco, Lorca Toeschouwers: 5.000 Scheidsrechter: Dario Bel (CRO) |
| 27 september Vriendschappelijk «onderlinge duels» 20:00 uur (UTC+2) |           | 35' Abdul Fatawu Issahaku |       | Estadio Francisco Artés Carrasco, Lorca Toeschouwers: 5.000 Scheidsrechter: Dario Bel (CRO) |

|                                                                    |                                         |       |             |                                                                                          |
| 17 november Vriendschappelijk «onderlinge duels» 14:00 uur (UTC+4) | Ghana                                   | 2 – 0 | Zwitserland | Sjeik Zayidstadion, Abu Dhabi Toeschouwers: 650 Scheidsrechter: Ahmed Eisa Darwish (VAE) |
| 17 november Vriendschappelijk «onderlinge duels» 14:00 uur (UTC+4) | Mohammed Salisu 69' Antoine Semenyo 74' |       |             | Sjeik Zayidstadion, Abu Dhabi Toeschouwers: 650 Scheidsrechter: Ahmed Eisa Darwish (VAE) |

| Wereldkampioenschap voetbal 2022 |
| -------------------------------- |

|                                                                  |                                                             |         |                                 | |
| 24 november WK 2022 Groep H «onderlinge duels» 19:00 uur (UTC+3) | Portugal                                                    | 3 – 2   | Ghana                           | Stadion 974, Doha Toeschouwers: 42.662 Scheidsrechter: Ismail Elfath (USA) Video-assistent: Armando Villarreal (USA) |
| 24 november WK 2022 Groep H «onderlinge duels» 19:00 uur (UTC+3) | Cristiano Ronaldo 65' (pen.) João Félix 78' Rafael Leão 80' | Verslag | 73' André Ayew 89' Osman Bukari | Stadion 974, Doha Toeschouwers: 42.662 Scheidsrechter: Ismail Elfath (USA) Video-assistent: Armando Villarreal (USA) |

|                                                                  |                                   |         |                                                           | |
| 28 november WK 2022 Groep H «onderlinge duels» 16:00 uur (UTC+3) | Zuid-Korea                        | 2 – 3   | Ghana                                                     | Education Citystadion, Ar Rayyan Toeschouwers: 43.983 Scheidsrechter: Anthony Taylor (ENG) Video-assistent: Tomasz Kwiatkowski (POL) |
| 28 november WK 2022 Groep H «onderlinge duels» 16:00 uur (UTC+3) | Cho Gue-sung 58' Cho Gue-sung 61' | Verslag | 24' Mohammed Salisu 34' Mohammed Kudus 68' Mohammed Kudus | Education Citystadion, Ar Rayyan Toeschouwers: 43.983 Scheidsrechter: Anthony Taylor (ENG) Video-assistent: Tomasz Kwiatkowski (POL) |

|                                                                 |       |         |                                                       | |
| 2 december WK 2022 Groep H «onderlinge duels» 18:00 uur (UTC+3) | Ghana | 0 – 2   | Uruguay                                               | Al Janoubstadion, Al Wakrah Toeschouwers: 43.443 Scheidsrechter: Daniel Siebert (GER) Video-assistent: Bastian Dankert (GER) |
| 2 december WK 2022 Groep H «onderlinge duels» 18:00 uur (UTC+3) |       | Verslag | 26' Giorgian De Arrascaeta 32' Giorgian De Arrascaeta | Al Janoubstadion, Al Wakrah Toeschouwers: 43.443 Scheidsrechter: Daniel Siebert (GER) Video-assistent: Bastian Dankert (GER) |

|  |  |  |  |  |  |  |  |  |

### 2023
| African Championship of Nations 2022 |
| ------------------------------------ |

Tijdens het African Championship of Nations bestaat het nationaal elftal altijd enkel uit spelers uit de nationale competitie.
|                                                                                 |                                                       |       |                        |                                                                         |
| 15 januari Championship of Nations Groep C «onderlinge duels» 20:00 uur (UTC+1) | Madagaskar                                            | 2 – 1 | Ghana                  | Stade Mohamed Hamlaoui, Constantine Scheidsrechter: Ibrahim Mutaz (LBA) |
| 15 januari Championship of Nations Groep C «onderlinge duels» 20:00 uur (UTC+1) | Koloina Razafidranaivo 10' Tsiry Randriatsiferana 62' |       | 68' Augustine Agyapong | Stade Mohamed Hamlaoui, Constantine Scheidsrechter: Ibrahim Mutaz (LBA) |

|                                                                                 |                                                          |       |                    |                                                                                 |
| 19 januari Championship of Nations Groep C «onderlinge duels» 20:00 uur (UTC+1) | Ghana                                                    | 3 – 1 | Soedan             | Stade Mohamed Hamlaoui, Constantine Scheidsrechter: Alhadi Allaou Mahamat (TCD) |
| 19 januari Championship of Nations Groep C «onderlinge duels» 20:00 uur (UTC+1) | Konadu Yiadom 45+3' Daniel Afriyie 65' Seidu Suraj 90+8' |       | 31' Al-Gozoli Nooh | Stade Mohamed Hamlaoui, Constantine Scheidsrechter: Alhadi Allaou Mahamat (TCD) |

|                                                                                 |       |             |         |                                     |
| 23 januari Championship of Nations Groep C «onderlinge duels» 20:00 uur (UTC+1) | Ghana | Geannuleerd | Marokko | Stade Mohamed Hamlaoui, Constantine |
| 23 januari Championship of Nations Groep C «onderlinge duels» 20:00 uur (UTC+1) |       |             |         | Stade Mohamed Hamlaoui, Constantine |

|                                                                                     |                                                 |       |       |                                                               |
| 28 januari Championship of Nations Kwartfinale «onderlinge duels» 20:00 uur (UTC+1) | Niger                                           | 2 – 0 | Ghana | Olympisch Stadion, Oran Scheidsrechter: Samuel Uwikunda (RWA) |
| 28 januari Championship of Nations Kwartfinale «onderlinge duels» 20:00 uur (UTC+1) | Konadu Yiadom 11' (e.d.) Boubacar Haïnikoye 49' |       |       | Olympisch Stadion, Oran Scheidsrechter: Samuel Uwikunda (RWA) |

|  |  |  |  |  |  |  |  |  |

|                                                                          |                       |       |        |                                                            |
| 23 maart AK 2023 kwalificatie Groep E «onderlinge duels» 16:00 uur (UTC) | Ghana                 | 1 – 0 | Angola | Baba Yarastadion, Kumasi Scheidsrechter: Jean Ngambo (COD) |
| 23 maart AK 2023 kwalificatie Groep E «onderlinge duels» 16:00 uur (UTC) | Antoine Semenyo 90+6' |       |        | Baba Yarastadion, Kumasi Scheidsrechter: Jean Ngambo (COD) |

|                                                                            |                       |       |                  |                                                                      |
| 27 maart AK 2023 kwalificatie Groep E «onderlinge duels» 17:00 uur (UTC+1) | Angola                | 1 – 1 | Ghana            | Estádio 11 de Novembro, Luanda Scheidsrechter: Mohamed Maarouf (EGY) |
| 27 maart AK 2023 kwalificatie Groep E «onderlinge duels» 17:00 uur (UTC+1) | Lucas João 51' (pen.) |       | 72' Osman Bukari | Estádio 11 de Novembro, Luanda Scheidsrechter: Mohamed Maarouf (EGY) |

|                                                                           |            |       |       |                                                                        |
| 18 juni AK 2023 kwalificatie Groep E «onderlinge duels» 17:00 uur (UTC+3) | Madagaskar | 0 – 0 | Ghana | Mahamasinastadion, Antananarivo Scheidsrechter: Patrice Milazare (MRI) |
| 18 juni AK 2023 kwalificatie Groep E «onderlinge duels» 17:00 uur (UTC+3) |            |       |       | Mahamasinastadion, Antananarivo Scheidsrechter: Patrice Milazare (MRI) |

|                                                                             |                                      |       |                    |                                                             |
| 7 september AK 2023 kwalificatie Groep E «onderlinge duels» 16:00 uur (UTC) | Ghana                                | 2 – 1 | Centr.-Afrik. Rep. | Baba Yarastadion, Kumasi Scheidsrechter: Peter Waweru (KEN) |
| 7 september AK 2023 kwalificatie Groep E «onderlinge duels» 16:00 uur (UTC) | Mohammed Kudus 43' Ernest Nuamah 88' |       | 25' Louis Mafouta  | Baba Yarastadion, Kumasi Scheidsrechter: Peter Waweru (KEN) |

|                                                                   |                                                      |       |                   |                                                                    |
| 12 september Vriendschappelijk «onderlinge duels» 16:00 uur (UTC) | Ghana                                                | 3 – 1 | Liberia           | Accra Sports Stadium, Accra Scheidsrechter: Kouassi Attiogbe (TOG) |
| 12 september Vriendschappelijk «onderlinge duels» 16:00 uur (UTC) | Ernest Nuamah 52' Mohammed Kudus 59' Jordan Ayew 82' |       | 90+1' Divine Teah | Accra Sports Stadium, Accra Scheidsrechter: Kouassi Attiogbe (TOG) |

|                                                                   |                                     |       |       |                                                                                             |
| 14 oktober Vriendschappelijk «onderlinge duels» 20:30 uur (UTC−4) | Mexico                              | 2 – 0 | Ghana | Bank of America Stadium, Charlotte Toeschouwers: 60.963 Scheidsrechter: Joe Dickerson (USA) |
| 14 oktober Vriendschappelijk «onderlinge duels» 20:30 uur (UTC−4) | Hirving Lozano 57' Uriel Antuna 72' |       |       | Bank of America Stadium, Charlotte Toeschouwers: 60.963 Scheidsrechter: Joe Dickerson (USA) |

|                                                                   |                                                                                        |       |       |                                                                               |
| 17 oktober Vriendschappelijk «onderlinge duels» 19:30 uur (UTC−5) | Verenigde Staten                                                                       | 4 – 0 | Ghana | Geodis Park, Nashville Toeschouwers: 17.500 Scheidsrechter: Marco Ortíz (MEX) |
| 17 oktober Vriendschappelijk «onderlinge duels» 19:30 uur (UTC−5) | Giovanni Reyna 10' Christian Pulisic 19' (pen.) Folarin Balogun 22' Giovanni Reyna 39' |       |       | Geodis Park, Nashville Toeschouwers: 17.500 Scheidsrechter: Marco Ortíz (MEX) |

|                                                                             |                      |       |            |                                                                                   |
| 17 november WK 2026 kwalificatie Groep I «onderlinge duels» 16:00 uur (UTC) | Ghana                | 1 – 0 | Madagaskar | Baba Yarastadion, Kumasi Toeschouwers: 45.000 Scheidsrechter: Samir Guezzaz (MAR) |
| 17 november WK 2026 kwalificatie Groep I «onderlinge duels» 16:00 uur (UTC) | Iñaki Williams 90+6' |       |            | Baba Yarastadion, Kumasi Toeschouwers: 45.000 Scheidsrechter: Samir Guezzaz (MAR) |

|                                                                               |                     |       |       |                                                                                   |
| 21 november WK 2026 kwalificatie Groep I «onderlinge duels» 19:00 uur (UTC+3) | Comoren             | 1 – 0 | Ghana | Stade de Moroni, Moroni Toeschouwers: 11.628 Scheidsrechter: Abdelaziz Bouh (MTN) |
| 21 november WK 2026 kwalificatie Groep I «onderlinge duels» 19:00 uur (UTC+3) | Myziane Maolida 43' |       |       | Stade de Moroni, Moroni Toeschouwers: 11.628 Scheidsrechter: Abdelaziz Bouh (MTN) |

### 2024
|                                                                |       |       |         |                                                                                        |
| 8 januari Vriendschappelijk «onderlinge duels» 20:00 uur (UTC) | Ghana | 0 – 0 | Namibië | Baba Yarastadion, Kumasi Toeschouwers: 30.000 Scheidsrechter: Charles Benle Bulu (GHA) |
| 8 januari Vriendschappelijk «onderlinge duels» 20:00 uur (UTC) |       |       |         | Baba Yarastadion, Kumasi Toeschouwers: 30.000 Scheidsrechter: Charles Benle Bulu (GHA) |

| Afrikaans kampioenschap voetbal 2023 |
| ------------------------------------ |

|                                                                  |                     |       |                                                  | |
| 14 januari Afrika Cup Groep B «onderlinge duels» 20:00 uur (UTC) | Ghana               | 1 – 2 | Kaapverdië                                       | Stade Félix Houphouët-Boigny, Abidjan Toeschouwers: 11.943 Scheidsrechter: Jean Ngambo (COD) Video-assistent: Mustapha Ghorbal (ALG) |
| 14 januari Afrika Cup Groep B «onderlinge duels» 20:00 uur (UTC) | Alexander Djiku 56' |       | 17' Jamiro Monteiro 90+2' Garry Mendes Rodrigues | Stade Félix Houphouët-Boigny, Abidjan Toeschouwers: 11.943 Scheidsrechter: Jean Ngambo (COD) Video-assistent: Mustapha Ghorbal (ALG) |

|                                                                  |                                       |       |                                         | |
| 18 januari Afrika Cup Groep B «onderlinge duels» 20:00 uur (UTC) | Egypte                                | 2 – 2 | Ghana                                   | Stade Félix Houphouët-Boigny, Abidjan Toeschouwers: 20.808 Scheidsrechter: Pierre Atcho (GAB) Video-assistent: Issa Sy (SEN) |
| 18 januari Afrika Cup Groep B «onderlinge duels» 20:00 uur (UTC) | Omar Marmoush 69' Mostafa Mohamed 74' |       | 45+3' Mohammed Kudus 71' Mohammed Kudus | Stade Félix Houphouët-Boigny, Abidjan Toeschouwers: 20.808 Scheidsrechter: Pierre Atcho (GAB) Video-assistent: Issa Sy (SEN) |

|                                                                  |                                                 |       |                                               | |
| 22 januari Afrika Cup Groep B «onderlinge duels» 20:00 uur (UTC) | Mozambique                                      | 2 – 2 | Ghana                                         | Stade olympique Alassane Ouattara, Abidjan Toeschouwers: 6.000 Scheidsrechter: Ibrahim Mutaz (LBA) Video-assistent: Lahlou Benbraham (ALG) |
| 22 januari Afrika Cup Groep B «onderlinge duels» 20:00 uur (UTC) | Geny Catamo 90+1' (pen.) Reinildo Mandava 90+4' |       | 15' (pen.) Jordan Ayew 70' (pen.) Jordan Ayew | Stade olympique Alassane Ouattara, Abidjan Toeschouwers: 6.000 Scheidsrechter: Ibrahim Mutaz (LBA) Video-assistent: Lahlou Benbraham (ALG) |

|  |  |  |  |  |  |  |  |  |

|                                                               |                                               |       |                          |                                                                                      |
| 22 maart Vriendschappelijk «onderlinge duels» 16:00 uur (UTC) | Nigeria                                       | 2 – 1 | Ghana                    | Stade de Marrakech, Marrakesh Toeschouwers: 350 Scheidsrechter: Redouane Jiyed (MAR) |
| 22 maart Vriendschappelijk «onderlinge duels» 16:00 uur (UTC) | Cyriel Dessers 38' (pen.) Ademola Lookman 84' |       | 90+5' (pen.) Jordan Ayew | Stade de Marrakech, Marrakesh Toeschouwers: 350 Scheidsrechter: Redouane Jiyed (MAR) |

|                                                               |                                           |       |                                        |                                                                                       |
| 26 maart Vriendschappelijk «onderlinge duels» 16:00 uur (UTC) | Oeganda                                   | 2 – 2 | Ghana                                  | Stade de Marrakech, Marrakesh Toeschouwers: 40 Scheidsrechter: Bouchra Karboubi (MAR) |
| 26 maart Vriendschappelijk «onderlinge duels» 16:00 uur (UTC) | Steven Mukwala 23' (pen.) Muhammad Shaban |       | 7' Jerome Opoku 28' (pen.) Jordan Ayew | Stade de Marrakech, Marrakesh Toeschouwers: 40 Scheidsrechter: Bouchra Karboubi (MAR) |

|                                                                        |                      |       |                                     |                                                                               |
| 6 juni WK 2026 kwalificatie Groep I «onderlinge duels» 19:00 uur (UTC) | Mali                 | 1 – 2 | Ghana                               | Stade du 26 Mars, Bamako Toeschouwers: 50.200 Scheidsrechter: Amin Omar (EGY) |
| 6 juni WK 2026 kwalificatie Groep I «onderlinge duels» 19:00 uur (UTC) | Kamory Doumbia 45+1' |       | 58' Ernest Nuamah 90+4' Jordan Ayew | Stade du 26 Mars, Bamako Toeschouwers: 50.200 Scheidsrechter: Amin Omar (EGY) |

|                                                                         |                                                                        |       |                                                       |                                                                                     |
| 10 juni WK 2026 kwalificatie Groep I «onderlinge duels» 19:00 uur (UTC) | Ghana                                                                  | 4 – 3 | Centr.-Afrik. Rep.                                    | Baba Yarastadion, Kumasi Toeschouwers: 39.000 Scheidsrechter: Abdulrazg Ahmed (LBA) |
| 10 juni WK 2026 kwalificatie Groep I «onderlinge duels» 19:00 uur (UTC) | Jordan Ayew 6' (pen.) Jordan Ayew 60' Abdul Fatawu 62' Jordan Ayew 69' |       | 11' Louis Mafouta 41' Louis Mafouta 90' Louis Mafouta | Baba Yarastadion, Kumasi Toeschouwers: 39.000 Scheidsrechter: Abdulrazg Ahmed (LBA) |

|                                                                             |       |                      |        |                                                                |
| 5 september AK 2025 kwalificatie Groep F «onderlinge duels» 16:00 uur (UTC) | Ghana | 0 – 1                | Angola | Baba Yarastadion, Kumasi Scheidsrechter: Samuel Uwikunda (RWA) |
| 5 september AK 2025 kwalificatie Groep F «onderlinge duels» 16:00 uur (UTC) |       | 90+3' Felício Milson |        | Baba Yarastadion, Kumasi Scheidsrechter: Samuel Uwikunda (RWA) |

|                                                                               |                |       |                 |                                                                       |
| 9 september AK 2025 kwalificatie Groep F «onderlinge duels» 16:00 uur (UTC+1) | Niger          | 1 – 1 | Ghana           | Stade Municipal, Berkane (Marokko) Scheidsrechter: Lamin Jammeh (GAM) |
| 9 september AK 2025 kwalificatie Groep F «onderlinge duels» 16:00 uur (UTC+1) | Oumar Sako 81' |       | 44' Alidu Seidu | Stade Municipal, Berkane (Marokko) Scheidsrechter: Lamin Jammeh (GAM) |

|                                                                            |       |       |        |                                                                    |
| 10 oktober AK 2025 kwalificatie Groep F «onderlinge duels» 16:00 uur (UTC) | Ghana | 0 – 0 | Soedan | Accra Sports Stadium, Accra Scheidsrechter: Patrice Milazare (MRI) |
| 10 oktober AK 2025 kwalificatie Groep F «onderlinge duels» 16:00 uur (UTC) |       |       |        | Accra Sports Stadium, Accra Scheidsrechter: Patrice Milazare (MRI) |

|                                                                              |                                           |       |       |                                                                            |
| 15 oktober AK 2025 kwalificatie Groep F «onderlinge duels» 15:00 uur (UTC+2) | Soedan                                    | 2 – 0 | Ghana | Benina Martyrsstadion, Benghazi (Libië) Scheidsrechter: Mehrez Melki (TUN) |
| 15 oktober AK 2025 kwalificatie Groep F «onderlinge duels» 15:00 uur (UTC+2) | Ahmed Al-Tash 62' Mohamed Abdelrahman 65' |       |       | Benina Martyrsstadion, Benghazi (Libië) Scheidsrechter: Mehrez Melki (TUN) |

|                                                                               |          |       |                 |                                                                      |
| 15 november AK 2025 kwalificatie Groep F «onderlinge duels» 19:00 uur (UTC+1) | Angola   | 1 – 1 | Ghana           | Estádio 11 de Novembro, Luanda Scheidsrechter: George Gatogato (BDI) |
| 15 november AK 2025 kwalificatie Groep F «onderlinge duels» 19:00 uur (UTC+1) | Zini 64' |       | 18' Jordan Ayew | Estádio 11 de Novembro, Luanda Scheidsrechter: George Gatogato (BDI) |

|                                                                             |                   |       |                                         |                                                                          |
| 18 november AK 2025 kwalificatie Groep F «onderlinge duels» 13:00 uur (UTC) | Ghana             | 1 – 2 | Niger                                   | Accra Sports Stadium, Accra Scheidsrechter: Rulisa Patience Fidele (CAR) |
| 18 november AK 2025 kwalificatie Groep F «onderlinge duels» 13:00 uur (UTC) | Jerry Afriyie 67' |       | 22' Ousseini Badamassi 90+2' Oumar Sako | Accra Sports Stadium, Accra Scheidsrechter: Rulisa Patience Fidele (CAR) |

GFA · A-internationals · Selecties ·  Bondscoaches · Ghanees vrouwenelftal · Ghana U21 · Ghana U20 · Ghana U19 · Ghana U18 · Ghana U17
1950 – 1959 ·
1960 – 1969 ·
1970 – 1979 ·
1980 – 1989 ·
1990 – 1999 ·
2000 – 2009 ·
2010 – 2019 ·
2020 − 2029
WK 2006 ·
WK 2010 · 
WK 2014
OS 1964 · 
OS 1968 · 
OS 1972 · 
OS 1976 · 
OS 1992 · 
OS 1996 ·
OS 2004
1950 · 
1951 · 
1952 · 
1953 · 
1954 · 
1955 · 
1956 · 
1957 · 
1958 · 
1959 · 
1960 · 
1961 · 
1962 · 
1963 · 
1964 · 
1965 · 
1966 · 
1967 · 
1968 · 
1969 · 
1970 · 
1971 · 
1972 · 
1973 · 
1974 · 
1975 · 
1976 · 
1977 · 
1978 · 
1979 · 
1980 · 
1981 · 
1982 · 
1983 · 
1984 · 
1985 · 
1986 · 
1987 · 
1988 · 
1989 · 
1990 · 
1991 · 
1992 · 
1993 · 
1994 · 
1995 · 
1996 · 
1997 · 
1998 · 
1999 · 
2000 · 
2001 · 
2002 · 
2003 · 
2004 · 
2005 · 
2006 · 
2007 · 
2008 · 
2009 · 
2010 · 
2011 · 
2012 · 
2013 ·
2014 ·
2015 ·
2016 ·
2017 ·
2018 ·
2019 ·
2020 ·
2021 ·
2022 ·
2023
Algerije ·
Angola ·
Argentinië ·
Australië ·
Benin ·
Bosnië en Herzegovina ·
Botswana ·
Brazilië ·
Burkina Faso ·
Burundi ·
Canada ·
Centraal-Afrikaanse Republiek ·
Chili ·
China ·
Comoren ·
Congo-Brazzaville ·
Congo-Kinshasa ·
Cuba ·
DDR ·
Denemarken ·
Duitsland ·
Egypte ·
Engeland ·
Equatoriaal-Guinea ·
Eritrea ·
Ethiopië ·
Gabon ·
Gambia ·
Griekenland ·
Guinee ·
Guinee-Bissau ·
IJsland ·
India ·
Indonesië ·
Irak ·
Iran ·
Italië ·
Ivoorkust ·
Jamaica ·
Japan ·
Joegoslavië ·
Kaapverdië ·
Kameroen ·
Kenia ·
Lesotho ·
Letland ·
Liberia ·
Libië ·
Madagaskar ·
Malawi ·
Maleisië ·
Mali ·
Marokko ·
Mauritius ·
Mexico ·
Montenegro · 
Mozambique ·
Namibië ·
Nederland ·
Nicaragua ·
Nieuw-Zeeland ·
Niger ·
Nigeria ·
Noorwegen ·
Oeganda ·
Oostenrijk ·
Portugal ·
Qatar ·
Rusland ·
Rwanda ·
Saoedi-Arabië ·
Sao Tomé en Principe ·
Senegal ·
Servië ·
Sierra Leone ·
Singapore ·
Slovenië ·
Soedan ·
Somalië ·
Swaziland ·
Tanzania ·
Thailand ·
Togo ·
Tsjaad ·
Tsjechië ·
Tunesië ·
Turkije ·
Uruguay ·
Verenigde Staten ·
Zambia ·
Zimbabwe ·
Zuid-Afrika ·
Zuid-Korea ·
Zwitserland
Brazilië (2006) · 
Duitsland (2014) ·
Italië (2006) · 
Ivoorkust (2015) · 
Portugal (2014) ·
Servië (2010) · 
Tsjechië (2006) · 
Verenigde Staten (2006) · 
Verenigde Staten (2014)
CONMEBOL: Argentinië · Bolivia · Brazilië · Chili · Colombia · Ecuador · Paraguay · Peru · Uruguay · Venezuela

UEFA: Albanië · Andorra · Armenië · Azerbeidzjan · België · Bosnië en Herzegovina · Bulgarije · Cyprus · Denemarken · Duitsland · Engeland · Estland · Faeröer · Finland · Frankrijk · Georgië · Gibraltar · Griekenland · Hongarije · IJsland · Ierland · Israël · Italië · Kazachstan · Kosovo · Kroatië · Letland · Liechtenstein · Litouwen · Luxemburg · Malta · Moldavië · Montenegro · Nederland · Noord-Ierland · Noord-Macedonië · Noorwegen · Oekraïne · Oostenrijk · Polen · Portugal · Roemenië · Rusland · San Marino · Schotland · Servië · Slovenië · Slowakije · Spanje · Tsjechië · Turkije · Wales · Wit-Rusland · Zweden · Zwitserland

AFC: Australië · China · Irak · Iran · Japan · Libanon · Oezbekistan · Oman · Qatar · Saoedi-Arabië · Syrië · Verenigde Arabische Emiraten · Vietnam · Zuid-Korea

CAF: Algerije · Burkina Faso · Congo-Kinshasa · Egypte · Ghana · Ivoorkust · Kaapverdië · Kameroen · Mali · Marokko · Nigeria · Senegal · Tunesië · Zuid-Afrika

CONCACAF: Canada · Costa Rica · Curaçao · El Salvador · Honduras · Jamaica · Mexico · Panama · Suriname · Verenigde Staten

OFC: Nieuw-Zeeland